# Adriaen van de Velde
Adriaen van de Velde (Amsterdam, 1636 – Amsterdam, 21 gennaio 1672) è stato un pittore e incisore olandese.

## Biografia

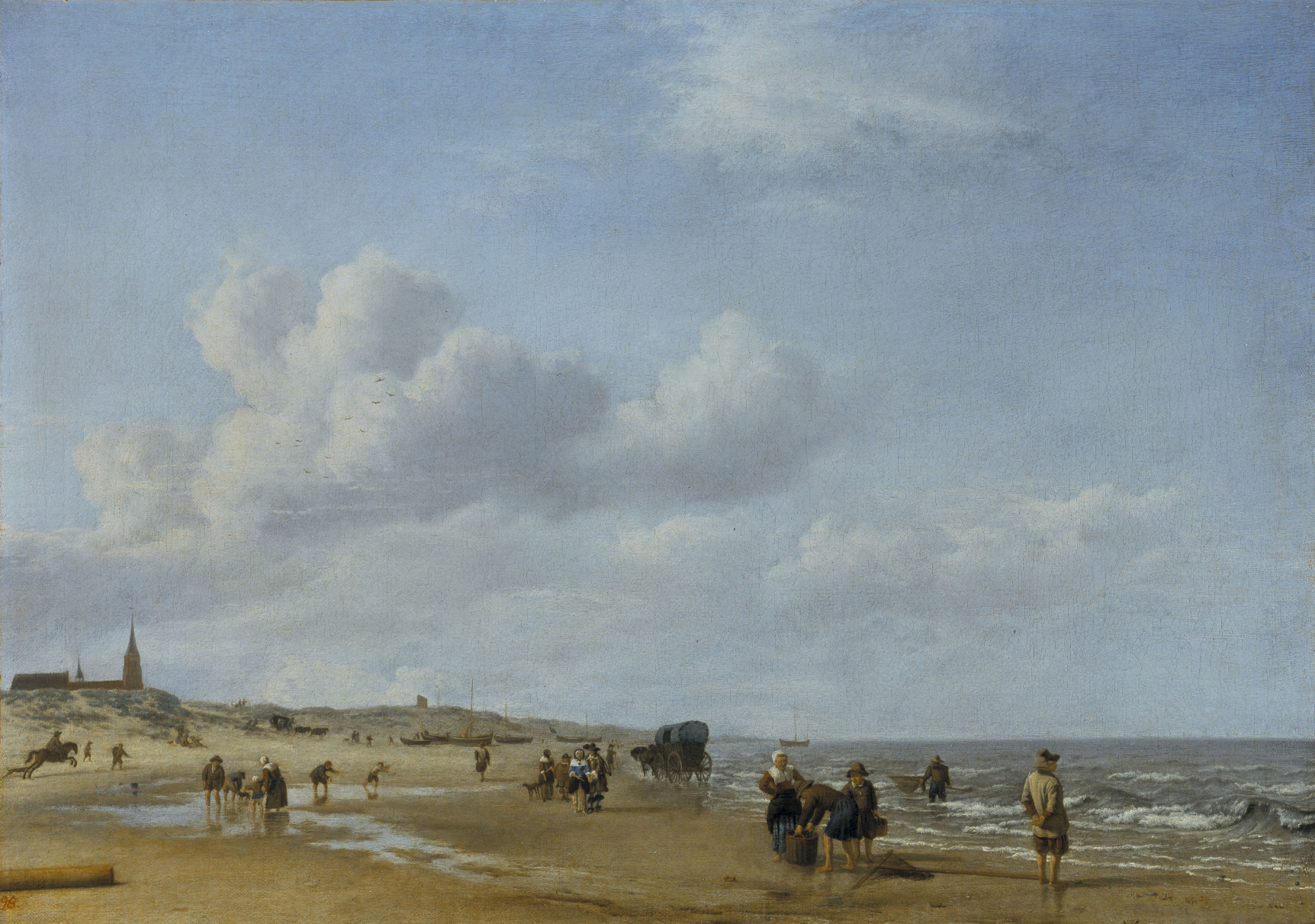
Adriaen van de Velde, Spiaggia di Scheveningen, Museo di Kassel

Apparteneva ad una famiglia di artisti. Suo padre Willem il Vecchio (1611-1693), pittore di marine, è stato il suo primo maestro. Pittore era anche lo zio Essais (1590/91-1630) e il fratello Willem il Giovane (1633-1707). Secondo il suo biografo Arnold Houbraken, Adriaen van de Velde fu allievo di Jan Wijnants; ma i suoi primi quadri, con scene pastorali, rivelano un influsso di Paulus Potter e di Karel Dujardin.
Pittore di personaggi, di marine e di scene campestri, a volte collaborò con altri pittori, in particolare con Jan van der Heyden (1637-1712) - noto come pittore di architetture e di paesaggi - aggiungendo le figure. Ha inciso, all'acquaforte, scene di genere e paesaggi.

### Sue opere

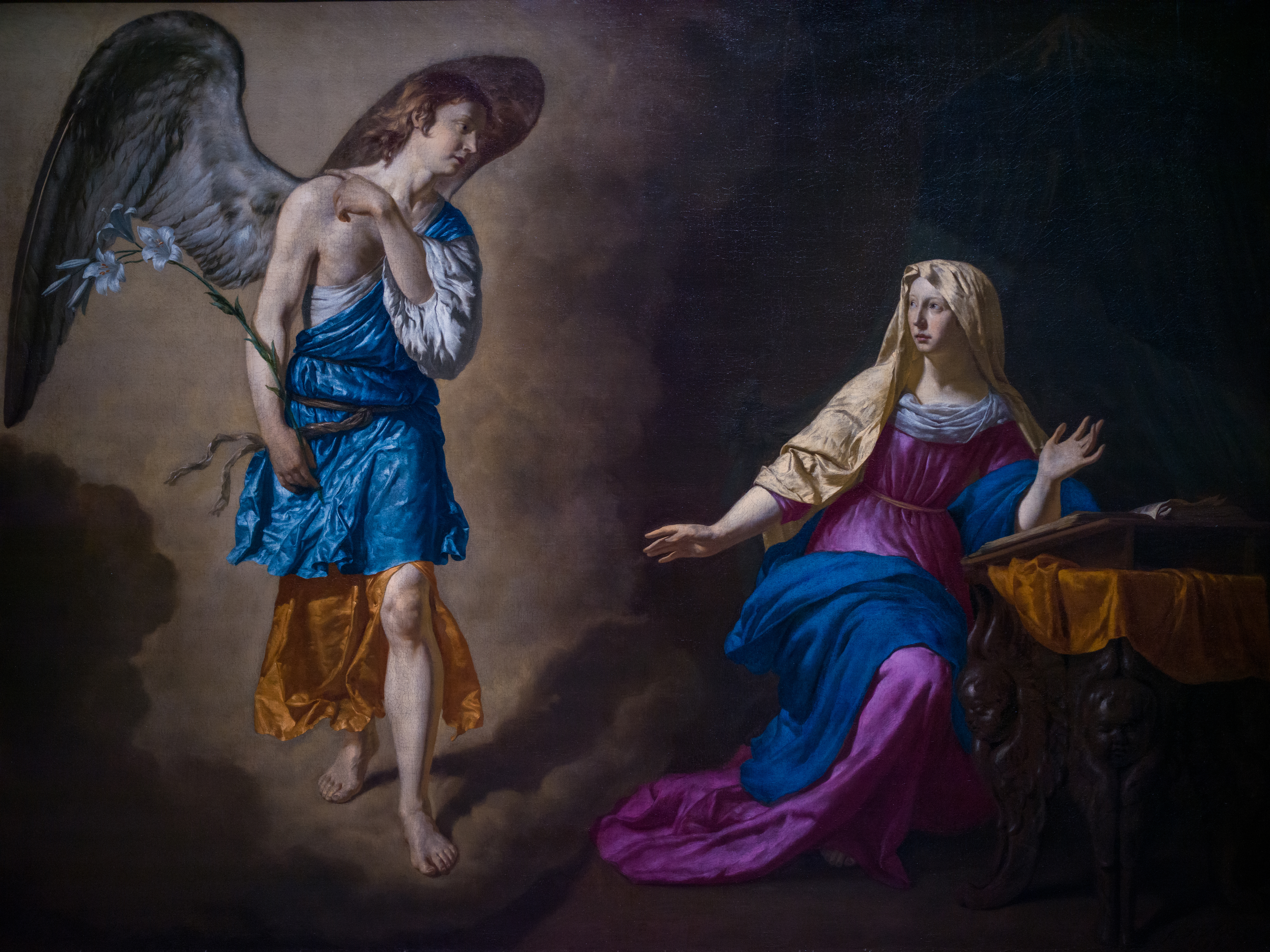
L'Annunciazione di van de Velde al Rijksmuseum di Amsterdam

- Paesaggio con figure (Amsterdam)
- Vertunno e Pomona, 1670 (Vienna)
- Veduta fluviale
- La fattoria
- Paesaggio invernale (Berlino)